# Masegoso de Tajuña
Masegoso de Tajuña település Spanyolországban, Guadalajara tartományban. Masegoso de Tajuña Solanillos del Extremo, Valderrebollo, Cogollor, Alaminos, Guadalajara, Las Inviernas és Cifuentes községekkel határos. Lakosainak száma 80 fő (2024).

## Népesség
A település népessége az utóbbi években az alábbiak szerint változott:
| Lakosok száma | 102  | 97   | 98   | 85   | 85   | 67   | 60   | 52   | 49   | 80   |
|               | 2001 | 2004 | 2006 | 2009 | 2011 | 2014 | 2016 | 2019 | 2021 | 2024 |